# Niedokrwistości hemolityczne
Niedokrwistości hemolityczne – niedokrwistości spowodowane szybszym rozpadem krwinek czerwonych z powodu ich błędnej budowy bądź zewnętrznych czynników. Nasilenie hemolizy jest wtedy większe niż zdolność odnawiania szpiku. Okres życia erytrocytu podczas tej choroby jest krótszy niż 50 dni. Jej przebieg ma najczęściej postać przełomu hemolitycznego, którego objawami są: osłabienie, nudności, gorączka, bladość, ból brzucha, przyspieszenie tętna, czasami może nastąpić zapaść lub ostra niewydolność nerek.

## Przyczyny
- wewnątrzkrwinkowe:
  - wrodzone (m.in.: niedobór enzymów glikolitycznych (dehydrogenazy glukozo-6-fosforanu, heksokinazy), hemoglobinopatie, talasemie, sferocytoza wrodzona, eliptocytoza, wrodzona żółtaczka hemolityczna)
  - nabyte (m.in. hemoglobinuria)
- pozakrwinkowe:
  - bakteryjne, wirusowe, pasożytnicze, toksyczne
  - immunologiczne
  - z powodu niektórych chorób układowych
  - mechaniczne (np. sztuczne zastawki serca)
  - polekowa (leki np. rybawiryna)

Przeczytaj ostrzeżenie dotyczące informacji medycznych i pokrewnych zamieszczonych w Wikipedii.